# Posjet
Posjet – osiedle typu miejskiego w Rosji, w Kraju Nadmorskim. W 2010 roku liczyło 1671 mieszkańców.